# Sinojackia xylocarpa
Sinojackia xylocarpa es una especie de planta fanerógama  perteneciente a la familia Styracaceae. 

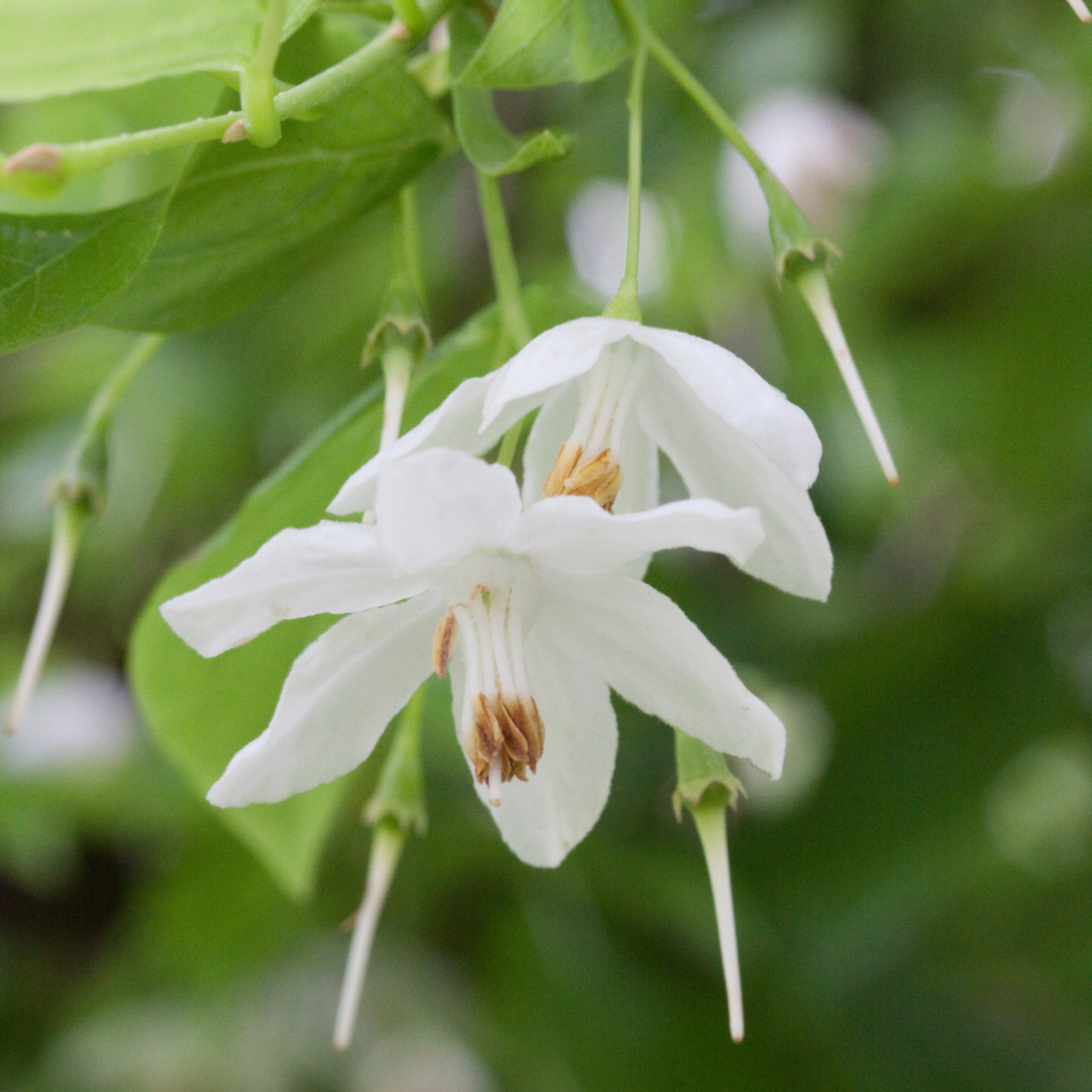
Detalle de la flor

## Distribución y hábitat
Es endémica del este de China en la provincia de Jiangsu, donde crece en alturas de 500–800 m s. n. m. Está tratada en peligro de extinción por pérdida de hábitat.

## Descripción
Es un arbusto o pequeño árbol que alcanza los 7 metros de altura, con un tronco de 10 cm de diámetro. Las hojas son alternas, simples con los márgenes serrados y con peciolo de  5 mm ; Tienen  3–9 cm de longitud y  2–5 cm de ancho, siendo aovadas o elípticas pero las que sostienen las inflorescencias son más pequeñas. Las inflorescencias son de  3–5 cm de longitud y tienen 3-5 flores con cinco pétalos.

## Taxonomía
Sinojackia xylocarpa fue descrita por Hsen Hsu Hu y publicado en Journal of the Arnold Arboretum 9(2–3): 130–131. 1928.